# Gnamptogenys posteropsis
Gnamptogenys posteropsis é uma espécie de formiga do gênero Gnamptogenys.